# Kedoshim (parasha)
Pour le cinquième ordre du Talmud, voir Kodashim.
 Le terme Kedoshim est également quelquefois utilisé pour faire référence aux six millions de Juifs assassinés lors de la Shoah, car « morts en sanctifiant le Nom divin ».
Kedoshim, K’doshim, ou Qedoshim (קדושים — hébreu pour « saints », le 14e mot, et premier distinctif de la parasha) est la 30e section hebdomadaire du cycle annuel de lecture de la Torah et la septième du Livre du Lévitique. 
Elle correspond à Lv 19,1–20:27. Les Juifs de la Diaspora la lisent généralement en avril ou au début de mai.
Le calendrier juif luni-solaire comprend jusqu'à 54 semaines, le nombre exact variant selon les années, « pleines » ou « défectives ». Dans les années pleines (par exemple, 2008, 2011, et 2014), la parashat Kedoshim est lue indépendamment, le 30e Sabbath suivant Sim'hat Torah. Dans les années de moins de 54 semaines (par exemple, 2007, 2009, 2010, 2012, 2013, et 2015), la lecture de la Torah combine cette parasha et la précédente, A'harei Mot, afin d'atteindre le nombre de lectures hebdomadaires requis.

## Résumé
« Soyez saints, car Je suis saint. » Dieu énumère en conséquence, par l’intermédiaire de Moïse, une série de prescriptions, dont certaines sont déjà connues, et d’autres nouvelles. Elles constituent, avec une partie de la parasha précédente, ce qui est dénommé le Code de sainteté dans les milieux académiques des études bibliques.
Il insiste sur l’amour du prochain comme soi-même, de l’étranger, et le respect dû aux sages et aux anciens.

### Divisions de la parasha lors de la lecture complète
La lecture de la parasha à la synagogue le sabbath est traditionnellement divisée en sept sections, pour lesquelles un membre différent de la congrégation est appelé à lire. La première lecture, le rishon, échoit traditionnellement à un cohen, la seconde, appelée sheni, à un levi, les suivantes à un israël (ni cohen ni levi). La septième section comporte une sous-section, le maftir, qui est lu par la personne qui lira ensuite la haftara.
Les sections de la parashat Kedoshim sont :
- rishon : « Soyez saints comme Je Suis Saint », en observant le Shabbat, en révérant père et mère, en se détournant de l'idolâtrie. Les lois sur la charité, l'honnêteté et le payement des salaires au temps dû sont également mentionnées.
- sheni et shlishi : interdiction de faire montre de déférence dans l'administration de la justice; obligation pour chacun de réprimander proprement son prochain; interdiction de porter un vêtement de laine et de lin, de couper les coins de sa barbe, de se tatouer, d'avoir des relations sexuelles avant le mariage, et de faire appel à des devins ou à l'occultisme.
- revi'i : traiter adéquatement et de façon égalitaire le prosélyte; se comporter honnêtement en affaires; interdiction d'honorer Molech.
- hamishi, shishi et shevi'i : punitions spécifiques à faire appliquer par le tribunal au contrevenant envers les quinze relations sexuelles interdites mentionnées dans A'harei.
  - maftir :

### Divisions de la parasha lors de la lecture abrégée
Une lecture publique de la parasha fut instaurée par Ezra le Scribe le lundi et le jeudi à la synagogue. Cette lecture, sensiblement plus courte, ne comprend que trois sections, la première réservée au cohen, la seconde au levi, la troisième à un israël
- Section du cohen : Vayiqra[3]
- Section du levi : Vayiqra[3]
- Section de l'israël : Vayiqra[3]

### Maqam
Un maqam est un système de modes musicaux utilisé dans la musique arabe mélodique classique. Les juifs originaires des pays orientaux (Afrique du Nord, Syrie) s'en sont inspirés, et adaptent la mélodie de la liturgie du Shabbat en fonction du contenu de la parasha de cette semaine. Ils emploient 10 maqam différents, possédant chacun son usage propre.
Le maqam utilisé lors du sabbath au cours duquel on lit la parashat Kedoshim est le Maqam Saba, l’alliance prévenant la transgression des interdits sexuels. Lorsque la lecture de la parashat Kedoshim est combinée avec celle d’Aharaei Mot, on applique le Maqam Hijaz, commémorant la mort de Nadav et Abihou.

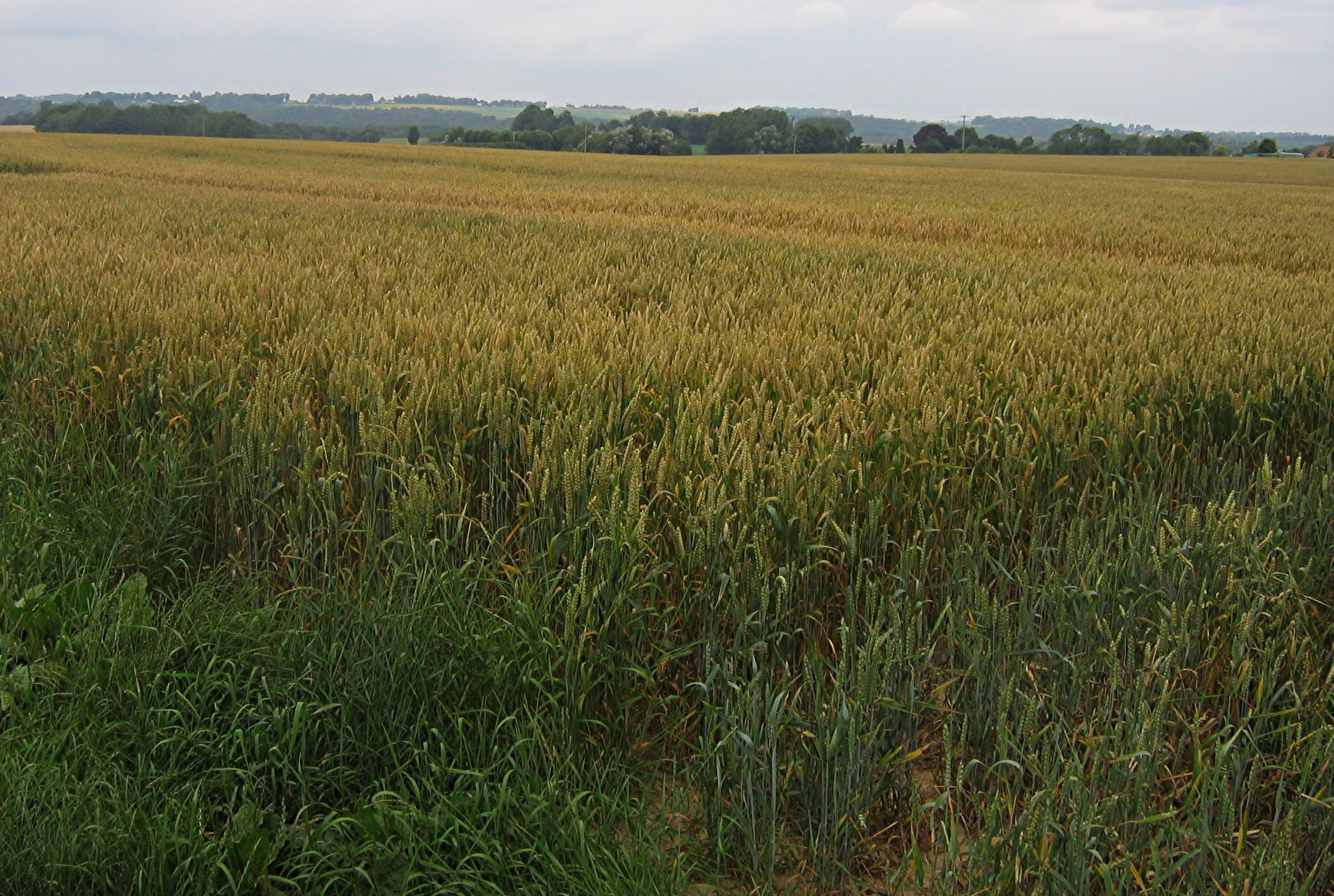
“Tu ne glaneras pas les coins de ton champ.”

## Commandements
La Torah comporte, selon la tradition rabbinique, 613 prescriptions. Différents sages ont tenté d'en établir un relevé dans le texte biblique.
Selon l'un de ces computs les plus célèbres, le Sefer HaHinoukh, la parashat Kedoshim comporte 13 prescriptions positives et 38 prescriptions négatives :
- Révérer son père et sa mère (Lv 19,3)
- Interdiction de s'intéresser au culte des idoles (Lv 19,4)
- Interdiction de faire une idole (Lv 19,4)
- Interdiction de consommer ce qui reste d'un sacrifice[5] (Lv 19,8)

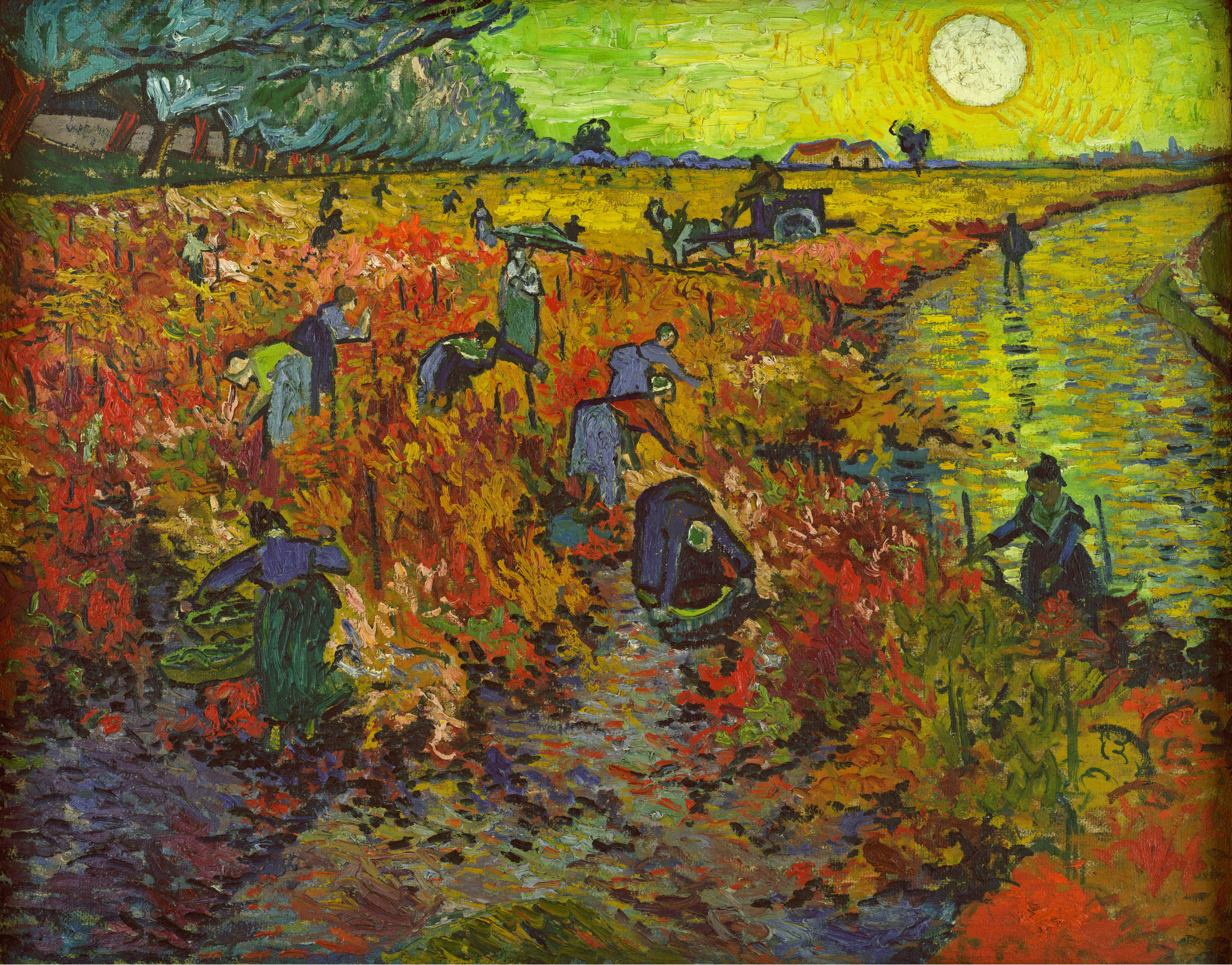
“Le Vignoble rouge” (tableau de Vincent van Gogh)

- Interdiction de moissonner entièrement le champ (Lv 19,9)
- Interdiction de ramasser les épis tombés dans les sillons lors de la moisson (Lv 19,9)
- Obligation de laisser le coin des champs (Péa) (Lv 19,10)
- Interdiction de moissonner entièrement le champ (Lv 19,9)
- La Péa du vignoble (Lv 19,10)
- Interdiction de prendre tous les fruits du vignoble (Lv 19,10)
- Obligation de laisser les grains épars dans le vignoble (Lv 19,10)
- Interdiction de recueillir les grains épars (Lv 19,10)
- Interdiction de voler son prochain (Lv 19,11)
- Interdiction de nier un dépôt qui nous a été confié (Lv 19,11)
- Interdiction de faire un serment à l'appui d'une telle dénégation (Lv 19,11)
- Ne pas faire un serment, en invoquant le Nom de Dieu, à l'appui d'un mensonge (Lv 19,12)
- Interdiction de commettre une extorsion (Lv 19,13)
- Interdiction de s'emparer de force de ce qui n'appartient pas à soi (Lv 19,13)
- Interdiction de retenir le salaire du journalier (Lv 19,13)
- Interdiction de maudire un Juif (Lv 19,14)
- Interdiction de mettre un obstacle sur le chemin d'un aveugle[6] (Lifnei iver) (Lv 19,14)
- Interdiction de commettre une iniquité dans l'exercice de la justice (Lv 19,15)
- Interdiction de faire déférence aux puissants en justice (Lv 19,15)
- Juger avec impartialité (Lv 19,15)
- Interdiction de médire sur autrui (Lv 19,16)
- Interdiction d'être indifférent au danger qui menace autrui (Lv 19,16)
- Interdiction de haïr son prochain[7] (Lv 19,17)
- Réprimander le prochain qui faute (Lv 19,17)
- Interdiction d'humilier autrui en public (Lv 19,17)
- Interdiction de se venger (Lv 19,18)
- Interdiction de porter rancune (Lv 19,18)
- Aimer son prochain comme soi-même (Lv 19,18)
- Interdiction d'hybrider des bêtes[8] (Lv 19,19)
- Interdiction d'hybrider des plantes, en terre d'Israël (Lv 19,19)
- Interdiction de consommer les fruits des arbres au cours des trois premières années suivant sa plantation (Lv 19,23)
- Obligation de sanctifier les fruits de la quatrième année (Lv 19,24)
- Ne pas manger comme un glouton ni s'adonner à la soûlerie (Lv 19,26)
- Interdiction de pratiquer la divination[9] (Lv 19,26)
- Interdiction de se livrer à des présages (Lv 19,26)
- Interdiction de tailler les coins de la chevelure (Lv 19,27)
- Interdiction de se raser les coins de la barbe (Lv 19,27)
- Interdiction de réaliser des tatouages (Lv 19,28)
- Montrer au sanctuaire le respect qui lui est dû (Lv 19,30)
- Interdiction d'évoquer les morts (Lv 19,31)
- Interdiction de réaliser des sortilèges (Lv 19,31)
- Respecter et honorer les Sages qui enseignent la Torah (Lv 19,32)
- Interdiction de tromper le prochain dans les poids et les mesures (Lv 19,35)
- Chacun doit s'assurer de la justesse de ses poids et mesures (Lv 19,36)
- Interdiction de maudire père ou mère (Lv 20,9)
- Les tribunaux doivent réaliser les prescriptions relatives à l'exécution légale par le feu (Lv 20,14)
- Défense d'imiter les idolâtres dans leurs coutumes et tenues vestimentaires (Lv 20,23)

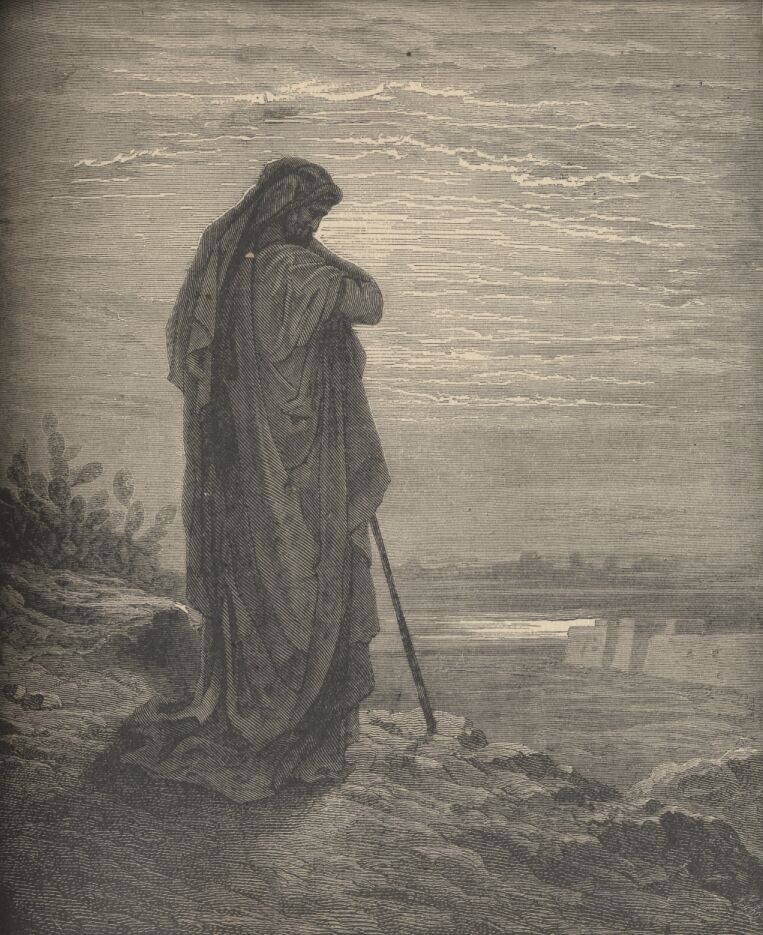
Amos (illustration de Gustave Doré)

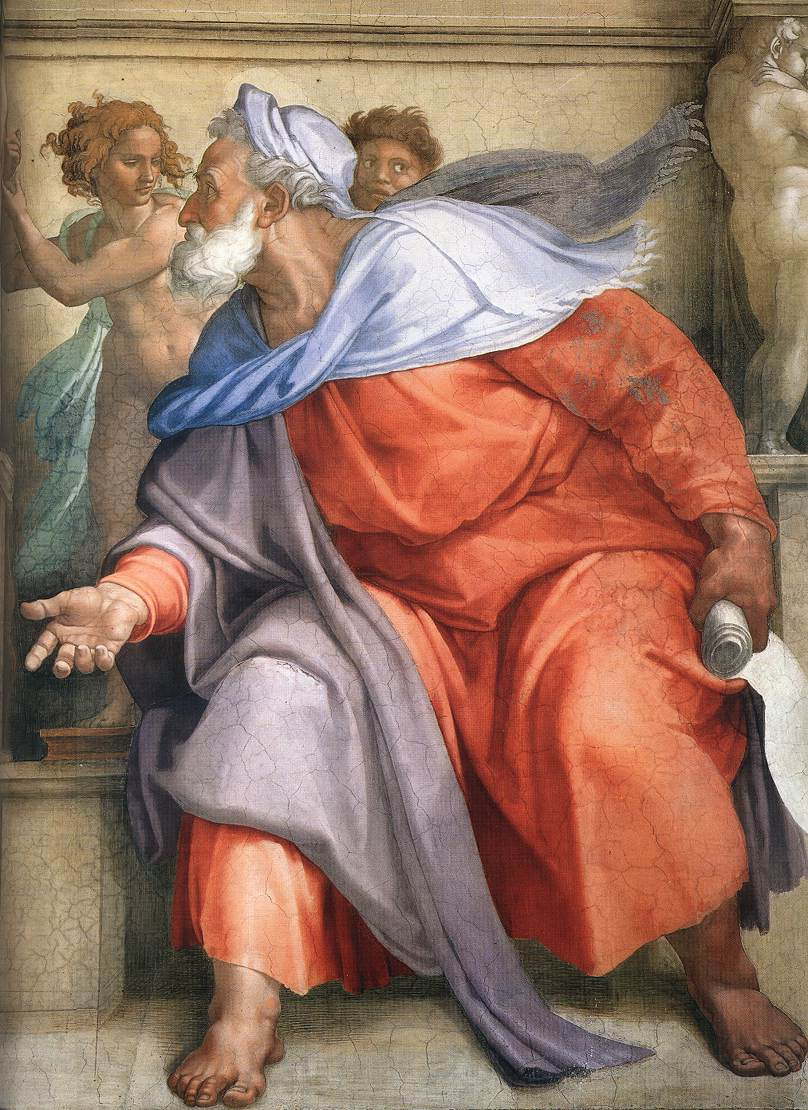
Ezéchiel (fresque de Michelangelo)

## Haftara
La haftara est une portion des livres des Neviim (« Les Prophètes ») qui est lue publiquement à la synagogue après la lecture de la Torah. Elle présente généralement un lien thématique avec la parasha qui l'a précédée.
La haftara pour la parashat Kedoshim est:
- pour les juifs ashkénazes : Amos 9:7–15;
- pour les juifs sépharades : Ezéchiel 20[10]

Lors des années où l'on combine la lecture des parashiyot A'harei et Kedoshim (comme c'est le cas en 2007, 2009, 2010, 2012, 2013, et 2015), la haftara demeure celle de la parashat Kedoshim.